# Alexia Kogut-Kubiak
Alexia Kogut-Kobiak (née le 22 janvier 1988 à Marseille) est une athlète française, spécialiste du lancer du javelot.

## Biographie
Alexia Kogut-Kobiak est sacrée championne de France du lancer du javelot en 2010.
Elle est médaillée de bronze par équipes à la Coupe d'Europe hivernale des lancers 2011 et médaillée d'argent aux Jeux de la Francophonie 2013.Elle est aussi prof d’EPS au lycée professionnel à Miramas. Elle avait précédemment emmené les élèves du lycée Jean Cocteau de Miramas jusqu'au titre de champions académiques du 50 m en 2016.

## Palmarès

### National
- Championnats de France d'athlétisme :
  - Vainqueur du lancer du javelot en 2010 et 2017